# Landolphia dulcis
Landolphia dulcis är en oleanderväxtart som först beskrevs av Joseph Sabine och George Don jr, och fick sitt nu gällande namn av Marcel Pichon. Landolphia dulcis ingår i släktet Landolphia och familjen oleanderväxter. Utöver nominatformen finns också underarten L. d. barteri.